# Сказки старого пианино
«Сказки старого пианино» — анимационный образовательный проект, знакомящий детей с биографиями и творчеством великих композиторов.
Автор идеи, сценарист и продюсер — Ирина Марголина, координатор — Елена Долинская.

## География съёмок
«Сказки старого пианино» — транснациональный проект, в котором участвовали представители разных стран. Фильм «Чайковский. Элегия» снимали в Англии. Эпизод о композиторе Моцарте был создан в США. Музыкальные биографии Шумана, Баха, Прокофьева и Шопена писали режиссёры из Белоруссии. Фильмы о Россини, Вивальди и Дебюсси были подготовлены в России.

## Содержание цикла

### «Людвиг ван Бетховен» (2007)
В музее музыкальных инструментов гостей встречает кот, которого зовут Вольфганг Себастьян Кот. Он — не только хранитель архивов, но и знаток множества музыкальных историй.
История о Бетховене начинается в Бонне, где в 1770 году появился на свет будущий создатель «Лунной сонаты». У него нелёгкое детство, поскольку жёсткий отец требует от ребёнка беспрекословного подчинения. Настоящим наставником для мальчика становится композитор Кристиан Нефе, который обучает Людвига игре на органе и фортепиано.
Центр культурной жизни Европы находится в ту пору в Вене, и, попав в австрийскую столицу, 17-летний Бетховен стремится познакомиться с Моцартом. За время их единственной встречи музыканты не обмениваются даже парой слов, но за кулисами Моцарт произносит: «Этот молодой человек заставит мир заговорить о себе».
Вскоре Бетховен покидает Вену: его мать умерла, и теперь на плечи юноши ложится забота о братьях. Он даёт частные уроки, много сочиняет, его известность растёт. Но между ним и миром постепенно встаёт стена: на композитора надвигается глухота.

### «Антонио Вивальди» (2007)
Биографию Антонио Вивальди создатели фильма представили в виде отрывков из цикла «Времена года».
«Весна» — это карнавалы Венеции, где родился Антонио; это парикмахерские, куда мальчик приходит не только ради стрижки, но и ради игры на скрипке; это первые концерты и первая слава. «Лето» — расцвет жизни и вечный оперный праздник, который в Венеции длился иногда по несколько дней. «Осень» — пора прощания: священники Италии осудили Вивальди за слишком вольное обращение со скрипкой, и композитор вынужден покинуть родной город.
«Зима» — это забвение: уехав из Венеции, Антонио оказался забыт современниками.
Лишь через 200 лет его произведения будут найдены, и «Времена года» вернутся к людям.

### «Роберт Шуман. Письма» (2009)
Фильм, посвящённый Роберту Шуману, создан на основе графики, музыкальных фрагментов его произведений и писем композитора. Строчки идут поверх нот: «Всё же может наступить мир», «Мы опять вступаем в Новый год», «Всё, что я совершил в жизни, произошло в музыке».
Самые печальные фразы появляются в конце жизни, когда музыканта сразил душевный недуг. Письма полны грусти: «Время, любовь, болезни».

### «Вольфганг Амадей Моцарт» (2009)
Трёхлетний ребёнок пытается дотянуться до клавесина. Ночью он слышит во сне звуки музыки. Утром рисует ноты. Днём ждёт, когда старшая сестра отойдёт от инструмента, чтобы занять её место.
Отец Моцарта устраивает выездные концерты с участием сына, и на лицах зрителей написано изумление: никто ещё не видел столь раннего и яркого взлёта на музыкальный Олимп. Мальчик растёт, его имя у всех на устах. Юношу ждут на балах, в его честь устраивают приёмы, для него открыты огромные залы. А он после концертов возвращается домой и сам колет дрова, потому что денег на прислугу в семье нет.

### «Джоаккино Россини. Записки гурмана» (2011)
Композитор появляется в поварском колпаке и с дирижёрской палочкой. Из продуктов, варящихся в котле, рождаются музыкальные произведения, о которых Джоаккино Россини рассказывает живо и оптимистично. Позитивная интонация не утрачивается даже в дни невзгод. Так, в его опере «Золушка» главной героине не пришлось примерить туфельку — итальянская публика сочла, что вид дамской пятки выглядит на сцене неприличным. А после провала «Севильского цирюльника» музыкант взял за правило считать премьерой не первые, а вторые выступления.
Россини признаётся, что плакал всего два раза в жизни: во время концерта Паганини и когда уронил на пол целое блюдо спагетти.

### «Чайковский.Элегия» (2011)
Респектабельный господин в шляпе и с тросточкой идёт по ночной улице и рассказывает о себе. Он вспоминает мать, которая и после смерти осталась для него самым дорогим человеком. Он мысленно обращается к Дезире Арто, на которой в молодости собирался жениться, а также к Надежде Филаретовне фон Мекк — даме-меценату, с которой много лет состоял в переписке.
Музыка — лучший дар неба для блуждающего в потёмках человека, — убеждён герой фильма Пётр Ильич Чайковский.

### «Сергей Прокофьев. Четвёртый апельсин» (2011)
В роли рассказчика выступает сам композитор. Своё повествование он начинает так: «Я умер в один день со Сталиным. На моих похоронах были только родственники и друзья».
Детские годы Прокофьева — это домашние музыкальные занятия, поездка с родителями в Москву на премьеру оперы «Фауст», занятия с композитором Глиэром. В 13 лет Сергей поступает в Санкт-Петербургскую консерваторию, в 23 становится лауреатом конкурса пианистов имени Антона Рубинштейна и получает приз — рояль фабрики Шрёдера.
Октябрьская революция привносит в душу Прокофьева смятение, и он приходит к Луначарскому с просьбой разрешить ему писать музыку там, где хочется.
Так начинается почти 20-летний период работы Прокофьева за рубежом. Он выступает в Нью-Йорке, участвует в проектах Дягилева в Париже, но мыслями постоянно возвращается в Россию.
Его приезд в Москву становится триумфом, на вокзале композитора встречают толпы поклонников. Для него открыты двери «Мосфильма» и лучших концертных площадок. Впереди его ждут слава, опала и никем не замеченная смерть.

### «И. С. Бах» (2011)
Бах рано потерял родителей, и его воспитанием занимается старший брат — органист Иоганн Кристоф. Проблема заключается в том, что брат признаёт лишь одного музыканта в мире — себя самого. В доме имеется запретный шкаф, в котором хранятся ноты других композиторов. Ночами Иоганн Себастьян тайком открывает его и переписывает произведения. Однажды секрет открывается, и чужая музыка летит в огонь.
Так начинается фильм о немецком композиторе, которого авторы сравнивают с могучим деревом, у которого множество корней.

Все фильмы построены на доступных нам дневниках и письмах самих композиторов (даже если это ассоциация, как в «Чайковском»). В случае с «Бахом», когда не осталось ни одной собственной записи, письма или записки, или какого-нибудь дневника, рассказчик читает историю жизни Баха— инициатор проекта Ирина Марголина

### «Джордж Гершвин» (2012)
Америка. Небоскрёбы. Мосты. Мальчик с саксофоном в руках. Повествование ведётся от лица юного Изи Шмулевича, мать которого работает поваром в доме Джорджа Гершвина. Сын повторяет её слова о том, что Джордж не сочиняет музыку — он просто наигрывает то, что приходит ему в голову. Так рождается джаз — «энергия Америки и её лицо».
Рисованная анимация в этом фильме перемежается с документальной кинохроникой.

### «Шопен» (2014)
Фредерик Шопен объехал всю Европу, жил в Париже, Ноане, на Майорке, в Лондоне — но всегда мечтал вернуться на родину. Он так и не смог этого сделать. В его музыке — любовь к Польше: к её просторам, к скромной красоте пейзажей, нежность к родным и друзьям. В его беседе с Жорж Санд и её детьми — яркими вспышками воспоминаний — короткая жизнь гения.

### «Клод Дебюсси. Шу-Шу» (2014)
В этом фильме жизнь и музыка Клода Дебюсси показана глазами его маленькой дочери, которую тот называл Шу-Шу, а её куклы выступили рассказчиками и наставниками.

## Техника
Фильмы выполнены в разной стилистике и разной анимационной технике. Создателями использовались анимация на песке с применением техники перекладки («Людвиг ван Бетховен»), анимация с применением живописи на стекле и фольге («Антонио Вивальди»), кукольная анимация («Чайковский. Элегия»), рисованная мультипликация с использованием компьютерной графики («Роберт Шуман. Письма»).

## Интересные факты
12 июля 2014 г. в Государственном Доме-музее П. И. Чайковского в г. Клин состоялась торжественная передача куклы Чайковского из фильма «Чайковский. Элегия». Куклу на вечное хранение директору музея вручил режиссёр фильма Барри Первес.

## Создатели цикла
| Название                               | Сценарист                                  | Режиссёр                        | Рассказчик                                                            |  |
| -------------------------------------- | ------------------------------------------ | ------------------------------- | --------------------------------------------------------------------- |  |
| «Людвиг ван Бетховен»                  | Ирина Марголина                            | Владимир Петкевич               | Евгений Миронов                                                       |  |
| «Антонио Вивальди»                     | Ирина Марголина                            | Оксана Черкасова                | Евгений Миронов                                                       |  |
| «Роберт Шуман. Письма»                 | Ирина Марголина                            | Ирина Марголина, Елена Петкевич | -                                                                     |  |
| «Вольфганг Амадей Моцарт»              | Ирина Марголина                            | Майкл Спорн, Патти Стрен        | -                                                                     |  |
| «Джоаккино Россини. Записки гурмана»   | Ирина Марголина                            | Оксана Черкасова                | Борис Плотников                                                       |  |
| «Чайковский. Элегия»                   | Ирина Марголина                            | Барри Первз, Ирина Марголина    | Игорь Костолевский                                                    |  |
| «Сергей Прокофьев. Четвёртый апельсин» | Ирина Марголина, Игорь Волчек, Юлия Титова | Юлия Титова                     | Борис Плотников                                                       |  |
| «И. С. Бах»                            | Ирина Марголина                            | Елена Петкевич                  | Игорь Костолевский                                                    |  |
| «Джордж Гершвин»                       | Ирина Марголина                            | Ирина Марголина                 | Изя Шмулевич                                                          |  |
| «Шопен»                                | Ирина Марголина                            | Ирина Кодюкова                  | Борис Плотников                                                       |  |
| «Клод Дебюсси. Шу-Шу»                  | Ирина Марголина, Андрей Ушаков             | Андрей Ушаков                   |                                                                       |  |
| «Иоганн Штраус»                        | Ирина Марголина                            | Ирина Петкевич                  | Александр Тютин, Роман Шаляпин, Сергей Сергеенков, Екатерина Никитина |  |
| «Михаил Иванович Глинка»               | Ирина Марголина, Милана Касакина           | Александр Гурьев                | Егор Бероев                                                           |  |

## Награды
- 2007 — Сериал «Сказки старого пианино» — приз Международного фестиваля анимационного кино Cinanima в Эшпиньо (Португалия).[7]
- 2007 — «Антонио Вивальди» — приз молодёжного жюри на фестивале «Золотая рыбка»
- 2008 — «Людвиг ван Бетховен» — приз за лучший телевизионный фильм или сериал на фестивале «Анифест» (Требон, Чехия).[8]
- 2010 — «Роберт Шуман. Письма» — номинация на премию «Золотой орёл»[9]
- 2011 — «Сергей Прокофьев. Четвёртый апельсин» — приз «За лучшее изобразительное решение» на 16-м Открытом российском фестивале анимационного кино[10]
- 2012 — «Сергей Прокофьев. Четвёртый апельсин» — номинация на премию «Золотой орёл»[11]
- 2013 — «И. С. Бах» — премия «Золотой орёл» за «Лучший анимационный фильм»[12]
- 2013 — «Джордж Гершвин» — диплом «За творческую смелость в раскрытии музыкальной темы» 22-го Фестиваля российского кино «Окно в Европу»[13]
- 2013 — цикл «Сказки старого пианино» — премия Правительства Российской Федерации в области культуры (Елена Долинская, Ирина Марголина, Оксана Черкасова)[14]
- 2014 — «Шопен» — номинация на премию «Золотой орёл».[15]
- 2015 — «Шопен» — Приз за лучший сериал на XI Международном фестивале в Варне (Болгария).[16]